# Сикст II
Сикст II (лат. Sixtus II; ? — 6 августа 258) — епископ Рима с 30 августа 257 года по 6 августа 258 года. Был замучен во время преследований христиан времён императора Валериана I.

## Биография
Согласно Liber Pontificalis, Сикст родился в Греции и был философом. Однако современные исследователи оспаривают эту теорию, утверждая, что авторы Liber Pontificalis путают его с другим Сикстом, греческим философом-пифагорейцем.
Перед избранием Сикст жил в Испании. Став папой, он восстановил общение с Карфагенской церковью, которое было прервано его предшественником по вопросу о новацианской ереси.

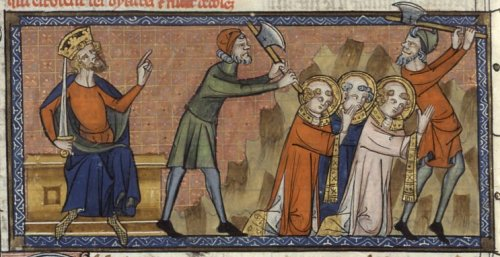
Мученичество Св. Сикста (XIV век)

Во время гонений императора Валериана против христиан в 258 году многочисленные епископы, священники и диаконы были казнены. Папа Сикст II стал одной из первых жертв этих гонений: 6 августа он был казнён через отсечение головы. Он принял мученическую смерть вместе с шестью диаконами — Януарием, Винсентом, Магном, Стефаном, Фелициссимом и Агапитом. Лаврентий Римский, его самый известный диакон, принял мученическую смерть 10 августа, через 3 дня после своего епископа, как и пророчествовал Сикст.
На могиле Сикста в катакомбах Каллиста было написано:

В то время, когда меч пронзил чрево Матери, я, похороненный здесь, учил, как пастырь, слову Божиему; когда вдруг солдаты бросились и стащили меня с трона. Верующие подставили свои шеи, чтобы их усекли мечом, но пастырь… был первым, кто предложил себя и свою собственную голову, не допуская, чтобы языческое безумие навредило им. Христос, дающий воздаяние, принял мученичество пастора, сохранявшего невредимым своё стадо.

## Признание
Сикст II почитается как католиками (Сикст и диаконы Януарий, Винсент, Магн, Стефан, Фелициссим и Агапит, 7 августа), так и православными (Лаврентий, архидиакон , Сикст папа, Фелициссим и Агапит, диаконы, Роман, Римские, 10/23 августа).
Он был изображён на картине Рафаэля «Сикстинская мадонна», написанной для алтаря церкви монастыря святого Сикста II в Пьяченце по заказу папы римского Юлия II.